# Soul Sister
'Soul Sister' è un album dell'organista e cantante Shirley Scott, pubblicato nel 1960 dalla Prestige Records.
Il disco fu registrato negli studi di Rudy Van Gelder il 23 giugno del 1960 a Englewood Cliffs nel New Jersey (Stati Uniti).

## Tracce
Lato A
1. On Green Dolphine Street – 4:11 (Bronislaw Kaper, Ned Washington)
2. Blues for Tyrone – 9:47 (Shirley Scott)
3. Sonnymoon for Two – 4:01 (Sonny Rollins)

Lato B
1. Like Young – 6:39 (André Previn)
2. The More I See You – 6:21 (Mack Gordon, Harry Warren)
3. Get Me to the Church on Time – 4:37 (Alan Jay Lerner, Frederick Loewe)

## Musicisti
- Shirley Scott - organo
- Lem Winchester - vibrafono
- George Duvivier - contrabbasso
- Arthur Edgehill - batteria